# ایجس (کمیک)
ایجِس (به انگلیسی: Aegis) یک شخصیت تخیلی و ابرقهرمانانه در کتاب‌های کامیک شرکت مارول کامیکس می‌باشد. این کاراکتر به دست جی فاربر و استیو اسکات خلق شده است و برای اولین بار جنگجویان جدید سری دوم (۱۹۹۹) معرفی شد.
جدا از کتاب‌های کامیک، شرکت مارول از حمایت در دیگر کالاهای خود از جمله پوشاک، اسباب‌بازی، ورق بازی، انیمیشن‌های تلویزیونی و بازی‌های رایانه‌ای استفاده کرده است.